# Dexter (Nouveau-Mexique)
Pour les articles homonymes, voir Dexter.
Dexter est une localité américaine située dans le Comté de Chaves, au Nouveau-Mexique. Selon le recensement de 2010, sa population est de 1 266 habitants.